# 浮士德 (2011年电影)
《浮士德》（英語：Faust）是一部2011年俄罗斯导演亚历山大·索科洛夫执导的德语电影。背景是19世纪早期的欧洲，根据歌德的戏剧《浮士德》自由改编而成。获得了第68届威尼斯电影节最佳影片金獅獎。

## 故事大纲
浮士德是一名才华盖世的学者，由于科学知识对宗教带来了限制，所以他对生活丧失了耐心和渴望。于是在魔鬼梅菲斯特（在此片稱為Mauricius）的陪伴和引诱下，浮士德为了得到年轻貌美的女孩玛格丽特，签下了出卖灵魂的契约，踏上地狱之路。後來浮士德無法忍受Mauricius，以亂石打死他，發現自己卻永遠迷失在這虛無之地。

## 主角
- 乔汉内斯·泽雷尔(Johannes Zeiler) - 浮士德
- Anton Adasinsky - 债主梅菲斯特
- Isolda Dychauk - 玛格丽特
- 汉娜·辛古拉(Hanna Schygulla)

## 主题
本片是导演自1999年开拍的权力系列四部曲的最后一部。前三部分别讲述的是将德国变成纳粹帝国的希特勒的《莫洛赫》(molokh，1999年)、俄国革命领袖列宁的《金牛座》(tarius，2001年)，以及二战结束时签订投降退位协议的日本裕仁天皇的《太阳》(The Sun,2005年)。
制片人Andrey Sigle说: “本片与现代世界的事件并没有关联——它把背景设定在19世纪早期——反映了导演对于人类和人心力量的持续性探索”。此外，Sigle也表示影片也有政治上的因素，他说:“本片是一个大的俄罗斯文化项目，普京把本片看成是向欧洲传递和介绍俄罗斯精神文化的一种途径，并为欧洲和俄罗斯文化在融合方面起到促进作用”。

## 制作
2005年导演宣布将要拍摄一部“色彩饱满、画面优美的影片”，取材于歌德的《浮士德》和托马斯·曼1947年完成的小说 Doctor Faustus。出品公司是位于圣彼得堡的Proline Film，加上许多俄罗斯媒体的赞助为本片共筹集了800万欧元的资金。
2009年8月17日于捷克开拍，在库特纳霍拉等地持续了两个月的拍摄。也在德国进行了一些拍摄。同年10月剧组赶赴冰岛拍摄。

## 评价
影片充满艺术质感的镜头、富有深意及寓言的剧情及角色刻画，在威尼斯影展放映后得到了媒体们极高的评价，最终在一片赞扬声中毫无争议的获得金狮奖。评委会主席戴倫·艾洛諾夫斯基对本片评价道：“有的电影让人笑，有的电影让人哭，有的电影让人动容，有的电影让人思考，而这部电影，它拥有以上所说的一切。”
代表性评价如：对白简洁精致，直白充满思辨；视觉特效特别突出，画面在昏黄、浅绿、灰暗等不同色彩间转换调配，营造出了超现实的神奇氛围，每一个场景都如一副赏心悦目的古老油画，把观众带入一个奇幻境界。作为一部充满了各种隐喻和视觉象征的哲学电影，它是索科洛夫集大成之作。